# Henri Régnier
Ne doit pas être confondu avec Henri Regnier.
Pour les articles homonymes, voir Régnier.
Henri Régnier est un homme politique français né le 13 juin 1873 à Decize (Nièvre) et décédé le 6 octobre 1926 à Paris.

## Biographie
Médecin à Decize en 1899, il est maire en 1911. Il est député de la Nièvre de 1919 à 1926, inscrit au groupe des Républicains de gauche, puis à l'Entente républicaine démocratique.

## Sources
- « Henri Régnier », dans le Dictionnaire des parlementaires français (1889-1940), sous la direction de Jean Jolly, PUF, 1960 [détail de l’édition]